# عبير سعدي
عبير سعدي كاتبة وصحفية وأكاديمية وباحثة سياسية مصرية، وكانت عضوة سابقة ووكيل في نقابة الصحفيين المصرية، وجمدت عضويتها بالنقابة 2014، وتدرس حالياً الدكتوراه في ألمانيا في جامعة دورتموند، واختيرت من قبل منظمة مراسلون بلا حدود الدولية ضمن قائمة «أبطال العالم المائة»، وفي 2015 فازن بعضوية الاتحاد الدولي للصحفيات.

## عن حياتها

### ميلادها ونشأتها
ولدت عام 1975، وعاشت بمحافظة القاهرة بحي مدينة نصر، وترجع أصولها لمدينة أسوان في جنوب مصر، وهي الابنة الوحيدة لأبوين جامعيين، وأخت كبرى لشقيقين.، وتناولت الرسالة تنظيم «داعش» الإرهابي واستراتيجيته الإعلامية، وحصلت المركز الأول على دفعتها بجامعة «وستمنستر» البريطانية، وتكمل مسيرتها العلمية بتحضر الدكتوراه حالياً في ألمانيا في جامعة دورتموند، حول تنظيم الدولة الإسلامية المعروف إعلاميا بتنظيم داعش، وطرق تجنيده للشباب حول العالم واستراتيجيته الاعلامية، وهي متخصصة في (الاستراتيجيات الإعلامية للجماعات الدينية المسلحة وتحديداً تنظيم الدولة، ولديها العديد من الأوراق البحثية المتعلقة بهذا المجال، ومجال اللاجئين.

#### عبير سعدي ورسالتها عن تنظيم داعش
أجرت رسالة الماجستير حول تنظيم داعش، وتستكمل مشوارها الأكاديمي بالدكتوراه حول التنظيم أيضاً، وقالت أن التنظيم الإرهابى ليس سوى حركة اجتماعية علمانية مسلحة، تمكنت من خلق عالم لها، ويتعامل مع المجتمعات التي سيطر عليها بمنطق من ليس معنا فهو ضدنا، وهو أكثر شراسة من تنظيم القاعدة، وسر تفوقه على تنظيم القاعدة هو الإعلام، وإيران هي السبب الرئيسي وراء قوة التنظيم، ومن حيث القوة البشرية قالت السعدي، أنه يعتمد على مجموعة ضخمة من الشباب من كل أنحاء العالم على اختلاف ثقافاتهم ومستواهم التعليمى، ومنهم خبراء وأكاديميون وعن مواجهة التنظيم، قالت أن أفضل طريقة لمواجهته هي نشر التدين الصحيح، وتجديد الخطاب الدينى، ومنح الناس صورة صحيحة للدين، لأن المكون الدينى الصحيح يحمى الناس من الأفكار المشوهة.

### الحياة المهنية
بدأت مسيرتها الصحفية منذ أن كانت طالبة بكلية الإعلام جامعة القاهرة، بالتدريب في مؤسسة «روز اليوسف»، والتدريب بمؤسسة الأهرام أثناء الدراسة بالكلية، وتتلمذت على يد عبد الوهاب مطاوع، وظلت بالمؤسسة طوال سنوات الدراسة حتى تخرجت عام 1997. عملت في العديد من الصحف العربية والأجنبية
وعلى صعيد التدريب، كانت مسؤولة ملف التدريب في نقابة الصحفيين المصرية سابقاً ومن أهم المهام التي قامت بها، مطالبتها بإصدار قانون الوصول إلى المعلومات لمساعدة الصحفي لإبراز الحقائق وتقليل المخاطر التي يتعرض لها l كما عملت صحفية بصحيفة التايمز في لندن، وكانت مراسلة حربية في قسم الشؤون الدولية، وقامت بتغطية الحروب مثل حرب العراق وليبيا وسوريا والنزاعات في مصر وتيلاند، وعملت على مدى أكثر من 20 عاماً في عدد من الصحف المصرية والعربية والأجنبية في مختلف الأقسام التحريرية. وعملت نائب رئيس تحرير جريدة الأخبار، كما شاركت مع زملاء لها في تدشين فكرة المراكز الصحفية الميدانية التي أخذتها دول العالم عن مصر منذ الثورة المصرية.

#### أزمتها مع نقابة الصحفيين
جمدت عبير السعدى عضويتها في مجلس نقابة الصحفيين المصريين في 17 نوفمبر 2014م؛ وذلك بعدما شهدت مصر مقتل اثني عشر صحفياً وسجن أكثر من عشرين آخرين منذ عام2011 ونتيجة لارتفاع وتيرة الاغتيالات والاعتداءات والاعتقالات في حق زملائها الإعلاميين، وعدم وجود تأمين الحد الأدنى الائق بكرامة وحقوق الصحفيين، يتناسب مع الخطر المحدق بالمهنة وممارسيها، والانتهاكات المتصاعدة لحرية الصحافة وحقوق الصحفيين. ومن أهم أسباب تجميد العضوية أيضا العنف والمخاطر التي تلاحق الصحفيين وتبدأ من القتل، والعنف الذي يوجه للصحفيين من قبل المواطنين وتعرقلهم عن أداء عملهم فصنفت مصر عام2013 الدولة الثالثة عالمياًفي عدد قتل الصحفيين وفقاً لتنصيف لجنة حماية الصحفيين الدولية  وقالت «السعدي»: «كيف يكون دور نقابة الصحفيين ذات عمر السبعين عاماًمجرد استخراج شهادة وفاة أو تصريح دفن أو التواجد بجنازة».

#### مواقفها مع الصحافة والصحفيين
1. «نحن لا نصنع الأحداث ولكن واجبنا أن نتابعها والصحفي الشريف لا ينسحب من أداء واجبه حتى لو مورس عليه الترهيب»، قالت هذه الكلمات خلال الوقفة الاحتجاجية على سلم نقابة الصحفيين اعتراضا على تعرض الزملاء للضرب والإهانة والاحتجاز، عقب قيام النقابة العسكرية بالقبض على 17 صحفياً في أحداث العباسية 2012.[19]
2. رفضت مسودة قانون نقابة الصحفيين وأي قوانين تفرض من النقابة ومجلسها على الصحفيين معتبرة أن ذلك بمثابة إهانة لهم في أكتوبر2012.[20]

##### الجوائز
1. فازت لأول مرة في انتخابات نقابة الصحفيين عام 2007، وتم انتخابها ثلاث مرات وحصلت على أعلى الأصوات في تاريخ نقابة الصحفيين المصرية.

1. تقلدت منصب وكيل لنقابة الصحفيين.[21]

1. اختيرت من قبل منظمة مراسلون بلا حدود الدولية ضمن قائمة «أبطال العالم المائة».[22][23]

1. انتخبت عضوا بمجلس إدارة الاتحاد الدولي للصحفيات، في ختام أعمال المؤتمر بالعاصمة الهندية نيودلهي 2015، بحضور أكثر من 500 صحفية من أنحاء العالم.[24]

1. ثالث صحفية عربية تحصل على منصب (عضوا بمجلس إدارة الاتحاد الدولي للصحفيات) منذ تأسيس الاتحاد عام 1951، وثاني مصرية بعد الصحفية الرائدة ليلى دوس (96 سنة).[25]